# Quercus spinosa
Quercus spinosa — вид рослин з родини Букові (Fagaceae); поширений у Китаї, Тайвані, М'янмі. Етимологія: лат. spinosus — «колючий».

## Опис
Це невелике дерево 4–10 метрів заввишки (може досягати 20 м). Молоді гілочки вкриті жовто-коричневими зірчастими волосками, майже голі. Листки 2.5–7 × 1.5–4 см, залишаються 2 роки; від овальних до еліптичних, шкірясті, темно-зелені; верхівка тупа (іноді загострена на Тайвані); основа ± серцеподібна; поля зубчасті або іноді цілі; основа середньої жилки густо волохата знизу; зверху кілька багатопроменевих волосків; ніжка листка довжиною 1–3 мм. Маточкові суцвіття довжиною 1–3 см. Жолудь завдовжки 1.2–2 см, 1 см ушир, яйцювато-кулястий; чашечка охоплює горіх на 1/3; визріває через 2 роки.
Період цвітіння: травень — серпень.

## Середовище проживання
Поширений у центральному Китаї, Тайвані, М'янмі. Росте в гірських лісах. Висота зростання: 900–3100 м.